# 10

## Narození
- Hérón Alexandrijský, starověký matematik a vynálezce († 75)

## Hlavy států
- Římská říše – Augustus (27 př. n. l. – 14)
- Parthská říše – Vonónés I. (7/8–10/11) + Artabanos II.? (protikrál) (10/11–38)
- Kušánská říše – Heraios (1–30)
- Čína, dynastie Chan (206 př. n. l. – 220 n. l.) – Wang Mang (8–23)
- Markomani – Marobud (?–37)